# Hengling (sockenhuvudort i Kina, Hunan Sheng, lat 25,34, long 111,73)
Hengling (kinesiska: 横岭) är en sockenhuvudort i Kina. Den ligger i provinsen Hunan, i den södra delen av landet, omkring 340 kilometer söder om provinshuvudstaden Changsha. Antalet invånare är 7 140. Befolkningen består av 3 270 kvinnor och 3 870 män. Barn under 15 år utgör 22,0 %, vuxna 15-64 år 68 %, och äldre över 65 år 9,0 %.
Runt Hengling är det ganska tätbefolkat, med 144 invånare per kvadratkilometer. Närmaste större samhälle är Simaqiaozhen, 8,8 km norr om Hengling. I omgivningarna runt Hengling växer i huvudsak blandskog.
Genomsnittlig årsnederbörd är 2 044 millimeter. Den regnigaste månaden är maj, med i genomsnitt 302 mm nederbörd, och den torraste är oktober, med 49 mm nederbörd.